# Алегре, Эфраин
Эфраин Алегре (исп. Efraín Alegre; род. 18 января 1963, Сан-Хуан-Баутиста) — парагвайский государственный и политический деятель.

## Биография
С 1999 по 2000 год был председателем Палаты депутатов. С августа 2008 по июнь 2011 года занимал должность министра общественных работ и коммуникаций в кабинете Фернандо Луго. В апреле 2013 года был кандидатом в президенты от «Аутентичной радикальной либеральной партии» на всеобщих выборах, занял второе место после Орасио Картеса с 39 % голосов.
Снова баллотировался на всеобщих выборах в 2018 году, заняв второе место после Марио Абдо Бенитеса с 45 % голосов. В 2023 году баллотировался в третий раз подряд на всеобщих выборах с Соледад Нуньес в качестве напарника. С 2016 года является председателем «Аутентичной радикальной либеральной партии».